# Boetius Clancy
Pour les articles homonymes, voir Clancy.
Boetius Clancy ou MacClancy, mort en avril 1598, est un propriétaire irlandais du XVIe siècle, député et haut shérif.

## Biographie
Boetius Clancy nait à Co Clare, fils de Hugh Clancy et arrière-petit-fils de Murtagh MacClancy de Cnoc-Finn (Knockfin). La famille MacClancy est composée des avocats héréditaires ou brehons de Thomond. Boetius reçoit une bonne éducation et parle couramment latin et anglais. Il hérite et vit au siège de la famille, le château de Knockfin, près de la célèbre école de droit de la paroisse de Killilagh, dans le comté de Clare. 
En 1585, il est le représentant du comté de Clare pour le Parlement d'Irlande nouvellement formé et, en 1588, haut shérif de Clare. 

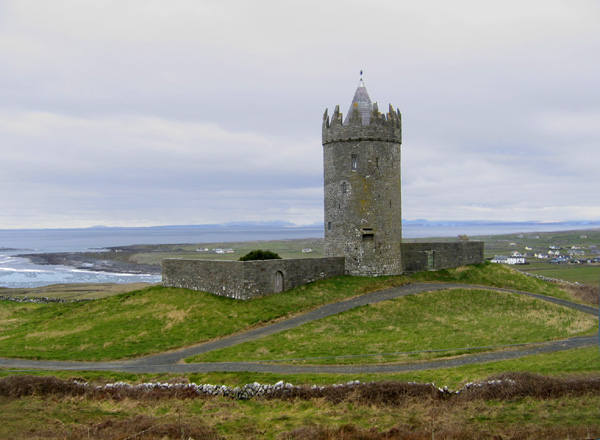
Château de Doonagore.

En 1588, une partie de l'Armada espagnole échoue à rentrer chez elle après de violentes tempêtes au large des côte ouest de l'Irlande; de nombreux navires sont détruits ou abandonnés. William Fitzwilliam, seigneur adjoint, informe Clancy qu'il l'autorise à enquêter par tous les moyens, sous serment ou autrement, à confisquer toutes les navires, provisions, trésors, etc. appréhender et exécuter tous les espagnols trouvés là, de quelque qualité qu'ils soient. La torture pouvait en outre être utilisée dans le cadre de l'enquête.

« we authorise you to make inquiry by all good means, both by oath and otherwise, to take all the hulls of ships, stores, treasures, etc. into your hands and to apprehend and execute all Spaniards found there of what quality so ever. Torture may be used in prosecuting this inquiry. »

En septembre, deux grands galions, le San Marcos et le San Esteban, font naufrage sur la côte de Clare. On rapporte que 170 (ou 70) membres d'équipage espagnols survivent, mais ils sont rapidement arrêtés et emprisonnés sur ordre de Clancy. Ils sont ensuite torturés et pendus sur une colline voisine, non loin du château de Doonagore, à présent connue sous le nom de Cnoc na Crocaire, ou colline du pendu, et les corps sont enterrés dans une fosse commune à proximité. Clancy réussit également à récupérer de l'épave une table richement sculptée ; ou à la faire fabriquer à partir de bois de récupération de l'épave. Elle est maintenant connue sous le nom de table de l'Armada et est exposée au château de Bunratty,. 
Clancy meurt en avril 1598, laissant un fils, Murtough Clancy.